# Gare de Brebières-Sud
La gare de Brebières-Sud est une gare ferroviaire française de la ligne de Paris-Nord à Lille, située sur le territoire de la commune de Brebières, dans le département du Pas-de-Calais, en région Hauts-de-France.
C'est une halte de la Société nationale des chemins de fer français (SNCF), desservie par des trains TER Hauts-de-France.

## Situation ferroviaire
Établie à 44 mètres d'altitude, la gare de Brebières-Sud est située au point kilométrique (PK) 209,970 de la ligne de Paris-Nord à Lille, entre les gares de Vitry-en-Artois et de Corbehem.

## Histoire
Le bâtiment voyageurs de la gare de Brebières-Sud était un bâtiment à étage de quatre travées qui fut détruit pendant la Première Guerre mondiale.
En 1930, le Conseil général adopte un vœu pour la reconstruction de l'abri voyageurs établi le long du quai détruit pendant la guerre. Cette demande a déjà été exprimée mais la Compagnie du Nord n'a pas daigné y répondre.

## Service des voyageurs

### Accueil
Halte SNCF, c'est un point d'arrêt non géré (PANG), à entrée libre. Elle est équipée d'un automate pour l'achat de titres de transport TER.
La traversée des voies et le passage d'un quai à l'autre se font par le passage à niveau routier.

### Desserte
Brebières-Sud est desservie par des trains TER Hauts-de-France, qui effectuent des missions entre les gares d'Arras et de Douai.

### Intermodalité
Un parking est aménagé à ses abords.

## Patrimoine ferroviaire
Un petit bâtiment voyageurs, du type Reconstruction, a remplacé le bâtiment d’origine détruit lors de la Première Guerre mondiale. Il possède une façade recouverte d’enduit avec des arc bombés en brique surplombant les portes et fenêtres. L’aile basse, dévolue à l’accueil des voyageurs, possède cinq travées tandis que le corps de logis à étage, de même largeur que l’aile, en possède deux. Les arcs bombés surplombant portes et fenêtres sont réalisés en briques rouges et blanches.
L’ancien bâtiment voyageurs désaffecté est devenu une résidence avec des logements et l’ancienne halle à marchandises est devenue un local utilisé par les associations brebièroises.

Anciens édifices de la gare
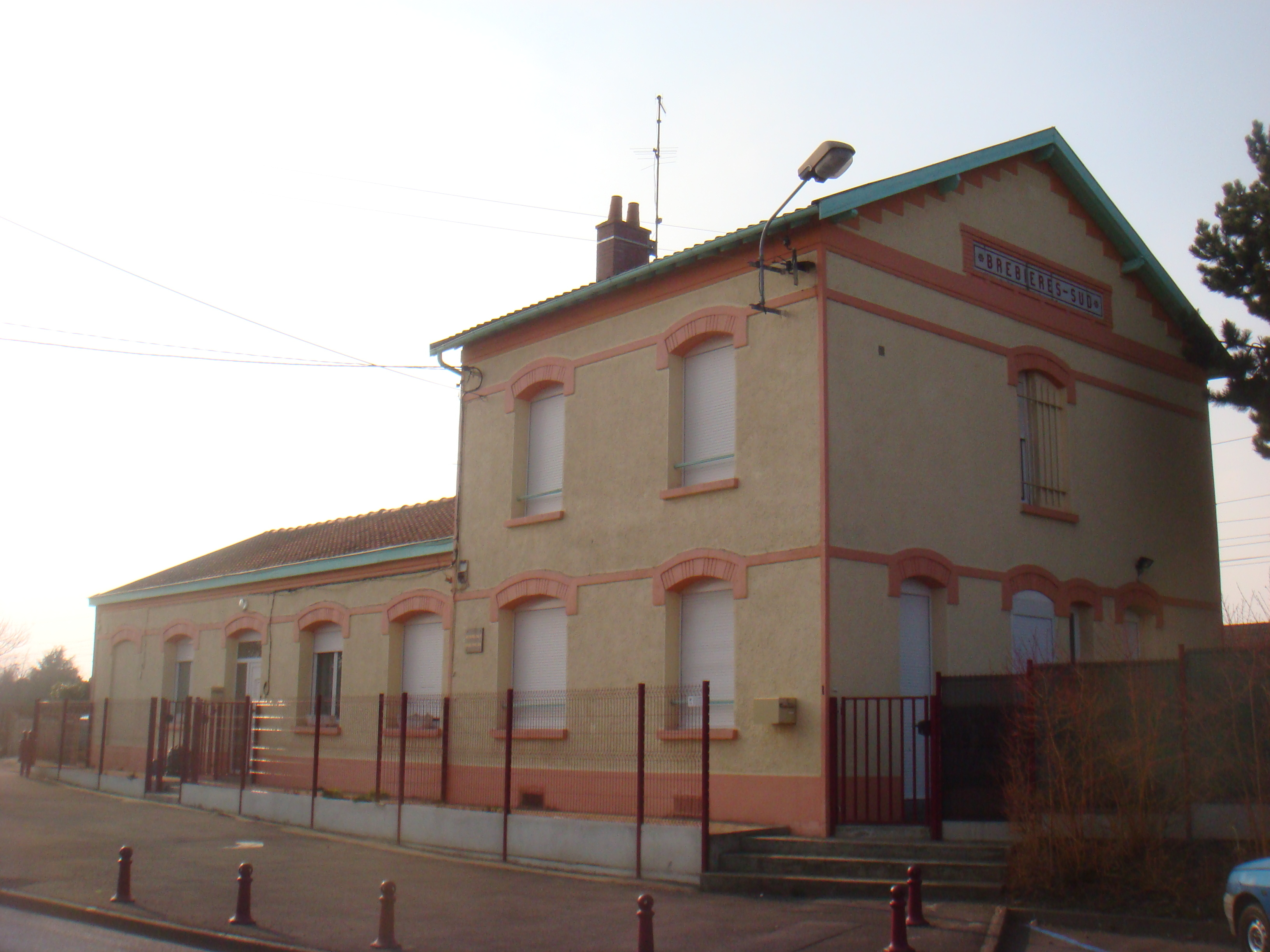
Ancien bâtiment voyageurs.
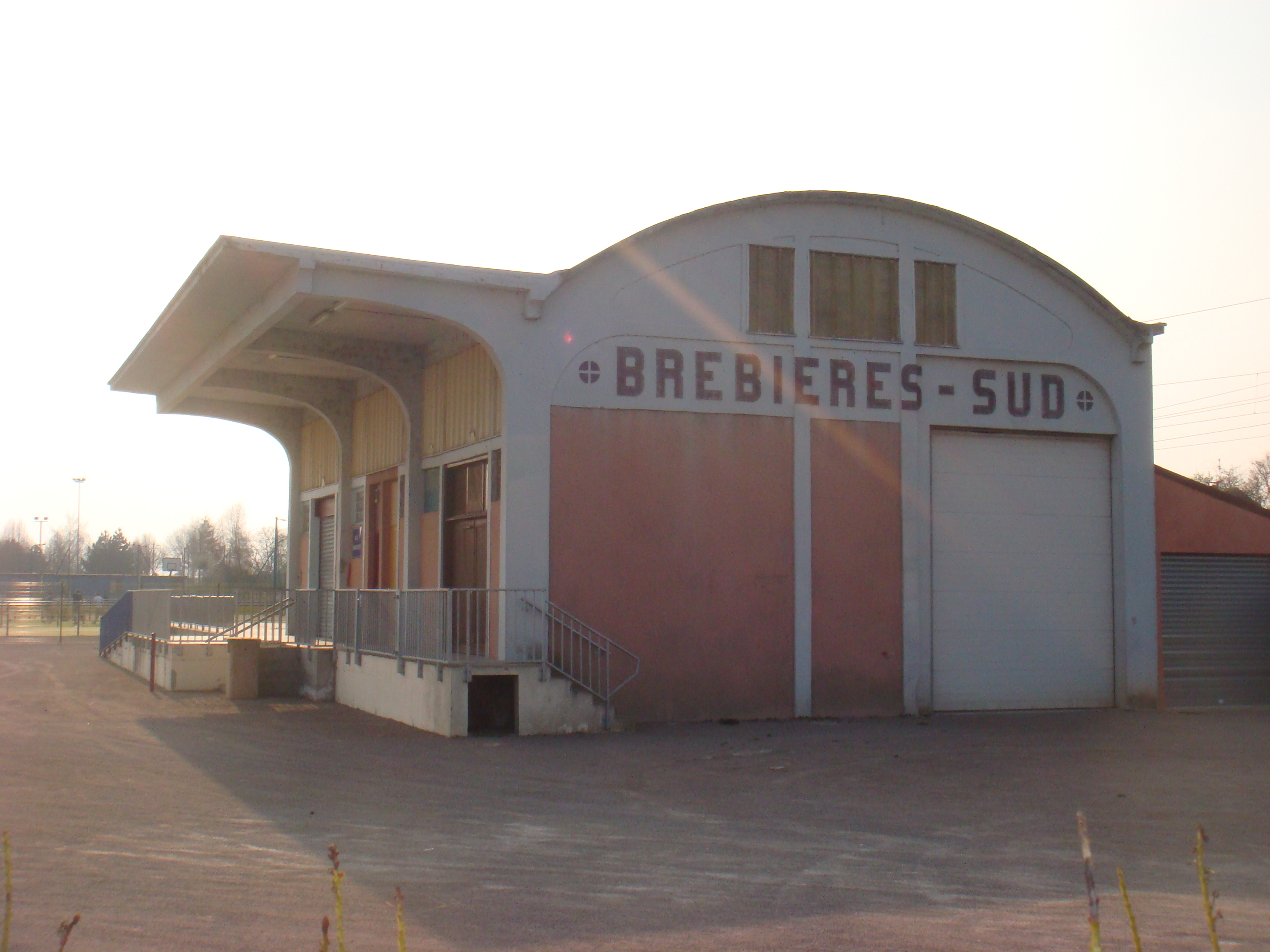
Ancienne halle à marchandises.